# Lavandula stoechas
Espèce
Classification phylogénétique
Lavandula stoechas, la Lavande papillon, Lavande stéchade, Lavande à toupet, Lavande maritime, Lavande espagnole ou Lavande des îles d'Hyères, est une espèce de plantes à fleurs de la famille des Lamiaceae. C'est une lavande très florifère.
Elle porte les plus grosses fleurs du genre des lavandes. Au Royaume-Uni, elle est appelée french lavender.

## Description
Lavandula stoechas est un arbrisseau aromatique très ramifié au feuillage feutré blanc-gris dense, jusqu'à 1 m de haut.
La floraison a lieu d'avril à juin et souvent dès février-mars sur les coteaux les plus ensoleillés. Ses fleurs sont en pseudo-épis denses de coupe carrée.

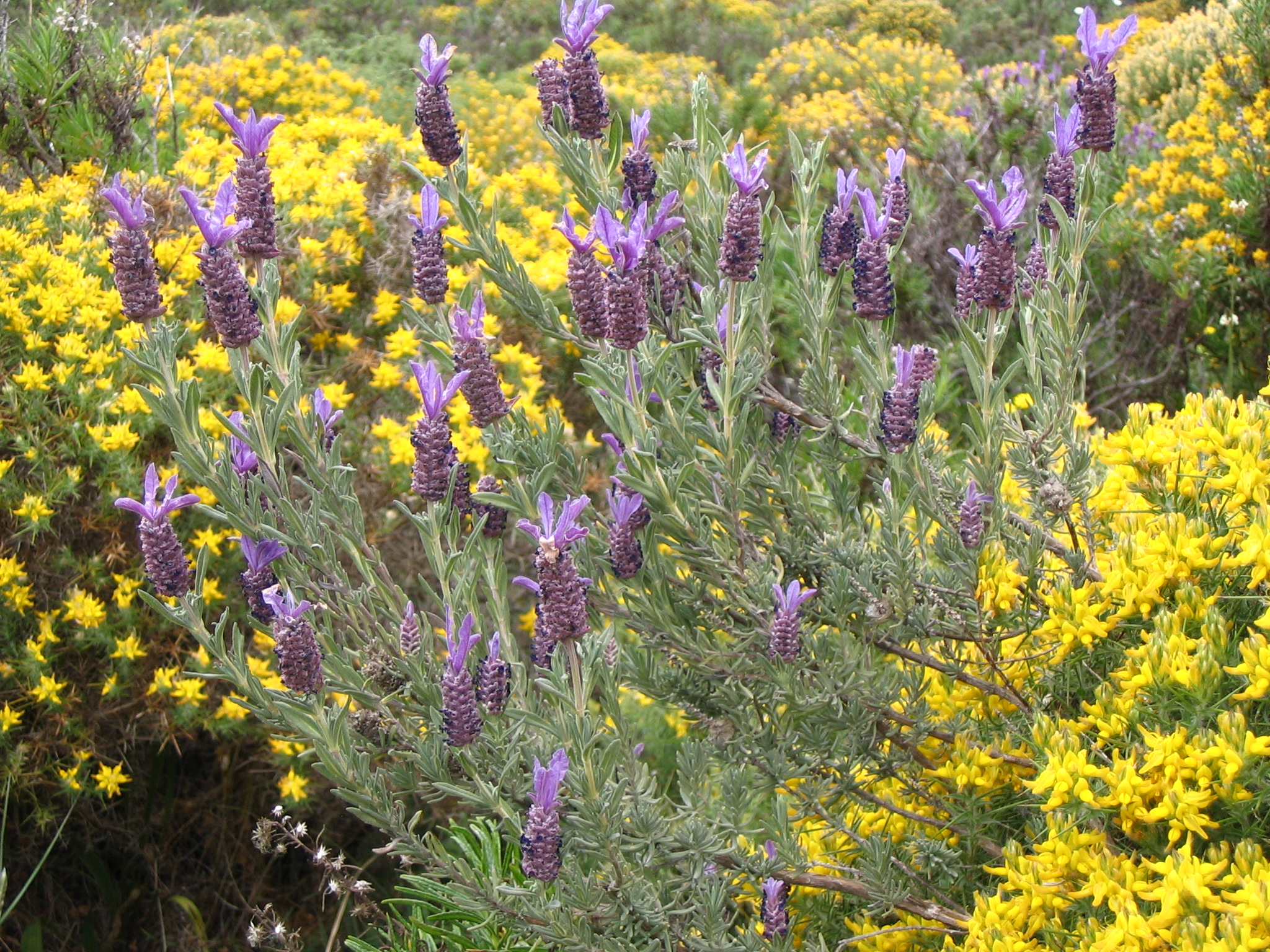
Lavande stéchade au milieu des ajoncs en Algarve.

## Répartition
Lavandula stoechas est répandue autour du Bassin méditerranéen.

## Culture
- Utilisation : pots ou massifs.
- Entretien : taille après floraison.
- Sol : drainant, acide.
- Floraison : violet-bleu, d'avril à juin.
- Rusticité : -3 à −7 °C.
- Arrosage et fertilisation : arroser le moins possible, même si l'été est chaud ; craint l'humidité ; l'engrais est inutile.

## Usage alimentaire
La lavande stéchade contient des huiles essentielles intéressantes pour leurs arômes et en fait une bonne plante condimentaire. On peut rapporter quelques composés comme du camphre (18%), des polyphénols et flavonoïdes, ainsi que du fenchone (39,2%).
Les fleurs et feuilles sont comestibles et peuvent être utilisées en salade, infusées dans du lait, de la crème ou de l'eau pour en faire des sauces, des bouillons des marinades, des desserts (sorbet, sirop, flan, salade de fruits...) ou même des liqueurs.
Au Portugal la lavande stéchade est utilisée dans les soupes et les purées, en Espagne, elle est utilisée pour aromatiser des poissons et des viandes et en Catalogne pour la préparation d'une liqueur à base de liqueur de noix, le Ratafia.
Les Romains utilisaient les feuilles dans les salades.

## Intérêt médicinal
La Lavande papillon fait partie des cinq principales plantes utilisées par la Mésange bleue pour protéger son nid contre les parasites.
Sous le nom de Stoechas arabique, ses fleurs pouvaient être un des multiples constituants de la thériaque de la pharmacopée maritime occidentale au XVIIIe siècle.
Les propriétés médicinales de la lavande stéchade sont dues aux différents composés contenus dans la plante. Son huile essentielle est reconnue comme antifongique alimentaire, fongicide, antibactérienne, antioxydante...